# Делбна

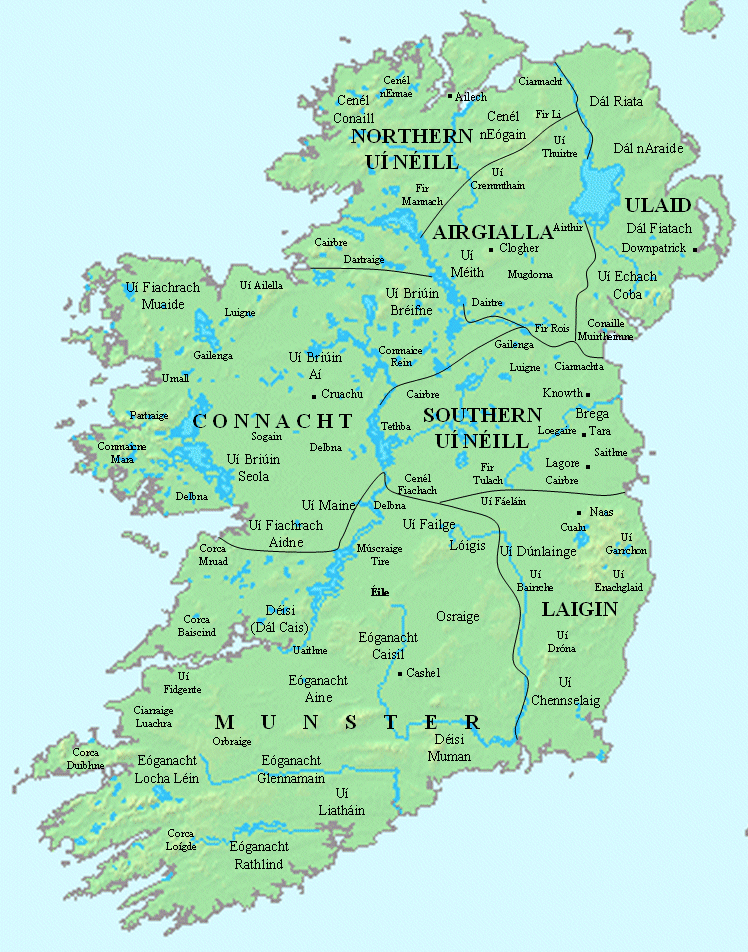
Племена, королівства, клани Ірландії в ранньому середньовіччі – біля 800 року.

Делбна (ірл. Delbna, Delbhna) — етнічна група в Ірландії, група ірландських кланів. Ймовірно спочатку у давні часи група складала єдине ціле — один туат, але потім розселившись по землям Коннахту, Міту (Міде) та Манстеру утворила різні туати і різні клани та васальні королівства.

## Походження назви
Згідно давніх легенд та історичних переказів назва Делбна виникла від предка туат Делбеха (ірл. – Delbáeth) – сина Енгуса (ірл. - Aengus) чи Огми (ірл. - Ogma) з племені Богині Дану (ірл. - Tuatha Dé Danann), що змінив на троні верховного короля Дагду чи Еохайда Оллатара. Інколи в легендах його називають Туйреанн (ірл. – Tuireann). У пізнішій легенді повідомляється, що туат Делбна походить від предка Сумана (ірл. – Suman) – сина Луга Делбаеха (ірл. - Lugh Delbáeth) – сина Каса (ірл. – Cas), що був предком клану Дал г-Кайс.

### Клан Делбна Тір Да Лоха
Клан Делбна Тір Да Лоха - (ірл. - Delbhna Tir Dha Locha) – Делбна Землі Двох Озер або Делбна Феада (ірл. - Delbhna Feadha) чи Делбна Хехер (ірл. - Delbhna Heather) – клан, що володів землями в графстві Голуей між Озерами Лох Корріб (ірл. - Lough Corrib) та Лох Лурган (ірл. - Lough Lurgan). Вождь цього клану мав прізвище МакКонраой чи МакКонрой (ірл. - MacConraoi, MacConroy). Пізніше вождь носив титул король Делбна Тір Да Лоха. МакКонрой називали ще в літописах як Гно Великі – Гно Мор (ірл. - Gno Mor). Гілки цього роду називалися Ох’Еанна (ірл. - O'hEanna), ОХені (ірл. - O'Heney), що називалися ще Гно Бег (ірл. - Gno Beg). В літописах, коли згадувались МакКонрой, то згадувались під титулом королі Тігеарна Хіра Да Лоха (ірл. - Ri Tighearna Thira Da Locha).

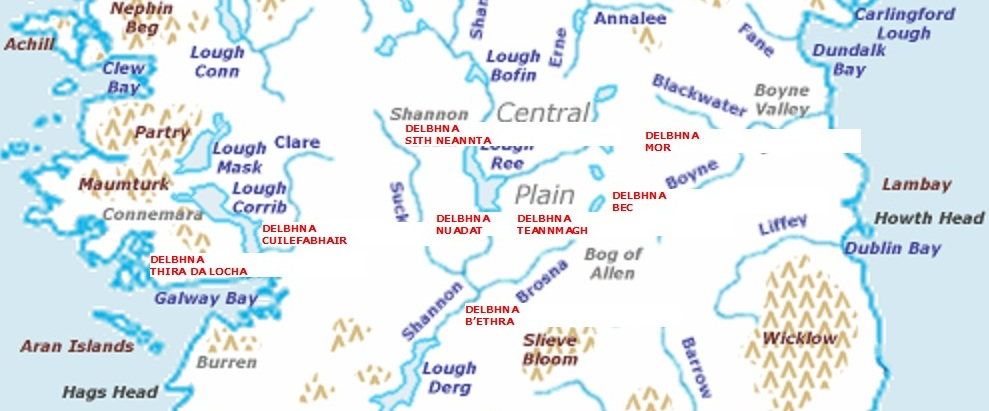
Клани Делбна в середньовічній Ірландії.

### Клан Делбна Куйле Фабайр
Клан Делбна Куйле Фабайр (ірл. - Delbhna Cuile Fabhair) – колись володів землями Май Шеола (ірл. - Maigh Seóla) – на схід від озера Лох Корріб (ірл. - Lough Corrib) в графстві Голуей. Потім вони були завойовані кланом О’Бруїн Шеола (ірл. - Ui Briuin Seola), який пізніше став кланом Муйнтір Мурхада (ірл. - Muintir Murchada), що потім стали назщиватися кланом О’Флайхбертайг (ірл. - Ó Flaithbertaigh). Цей клан пізніше переселився в Коннемара (ірл. – Connemara) і дав чимало королів Коннахту. Їхні вожді називались О’Фахайртайг чи Фахерті (ірл. - O'Fathairtaigh, Faherty). 

### Клан Делбна Нуадат
Клан Делбна Нуадат - (ірл. - Delbhna Nuadat) чи Делбна О’Майне (ірл. - Delbhna Ui Maine) – володіли землями Ахлоне (ірл. – Athlone) в графстві Роскоммон, що розташовані між річками Сак і Шеннон. У літописах та легендах їх часто називають кланом О’Майне (ірл. - Ui Maine). Їх вождь мав прізвище О’Фланнагайн (ірл. - O'Flannagain) чи Фланнаган (ірл. -  Flannagan).

### Клан Делбна б-Ехра
Клан Делбна б-Ехра - (ірл. - Delbhna bEthra) – колись формував одне королівство з кланом Делбна Нуадат, але не були підкорені кланом О’Майне (ірл. - Ui Maine). У V столітті потрапили під контроль клану О’Нейлл (ірл. - Uí Néill). Іхні вожді мали прізвище МакКохлуїн (ірл. – MacCochluinn) чи Койлан (ірл. – Coughlan). Їхня земля була біля замку Гаррікастл (ірл. – Garrycastle), що в нинішньому графстві Оффалі.

### Клан Делбна Мор
Клан Делбна Мор або Делбна Великі (ірл. - Delbhna Mor) – володів землями Делвін (ірл. – Delvin), що нині в графстві Західний Міт. Його вожді носили прізвище О’Фінналайн (ірл. - O'Finnallain) чи Фенелон (ірл. – Fenelon). Вони жили разом з кланом Согайн (ірл. – Soghain). 

### Клан Делбна Бег
Клан Делбна Бег (ірл. - Delbhna Bheag) або Делбна Бек (ірл. - Delbhna Bec) – володів землями Деміфоре (ірл. – Demifore), що нині в графстві Західний Міт. Вождь носив прізвище О’Маойлхаллан (ірл. - Ua Maoilchallan) чи Мулхолланд (ірл. – Mulholland). 

### Клан Делбна Сіх Неаннта
Клан Делбна Сіх Неаннта (ірл. - Delbhna Sith Neannta) – володів землями Файрмоунт (ірл. – Fairymount) в нинішньому графстві Роскоммон. Вождь носив прізвище О’Лаойог (ірл. - O'Laoghog) чи Логу (ірл. – Logue).

### Клан Делбна Теннмаг
Клан Делбна Теннмаг (ірл. - Delbhna Teannmhagh) чи Делбна Йархайр Міде (ірл. - Delbhna Iarthair Mhidhe) – володів землями Рахкорнан (ірл. – Rathconrath) в нинішньому графстві Західний Міт. Вождь носив прізвище О’Сколайде (ірл. - Ua Scolaidhe) чи О’Скуллі (ірл. - O'Scully).